# 金札宮
金札宮（きんさつぐう）とは、京都市伏見区にある神社。伏見にある神社の中でも古い神社の一つで、750年（天平勝宝2年）の創建と伝えられている。観阿弥作の謡曲『金札』に縁起が描かれている。

## 祭神
- 天太玉命(白菊明神)
- 天照大神
- 倉稲魂神

## 歴史
750年に創建。 はじめは伏見九郷中の久米村に鎮座していた。 境内社の久米寺が1355年に西方寺に名称が変わり、豊臣秀吉の城下町造成により、外堀の西方久米町の辺りに移転されたのをきっかけに金札宮は伏見城中に移された。 江戸時代になり、1615年に鷹匠町に喜運寺を創建するに伴い、その鎮守社となるため現在地の鷹匠町に移転された。 明治元年に神仏分離により独立。

## 境内

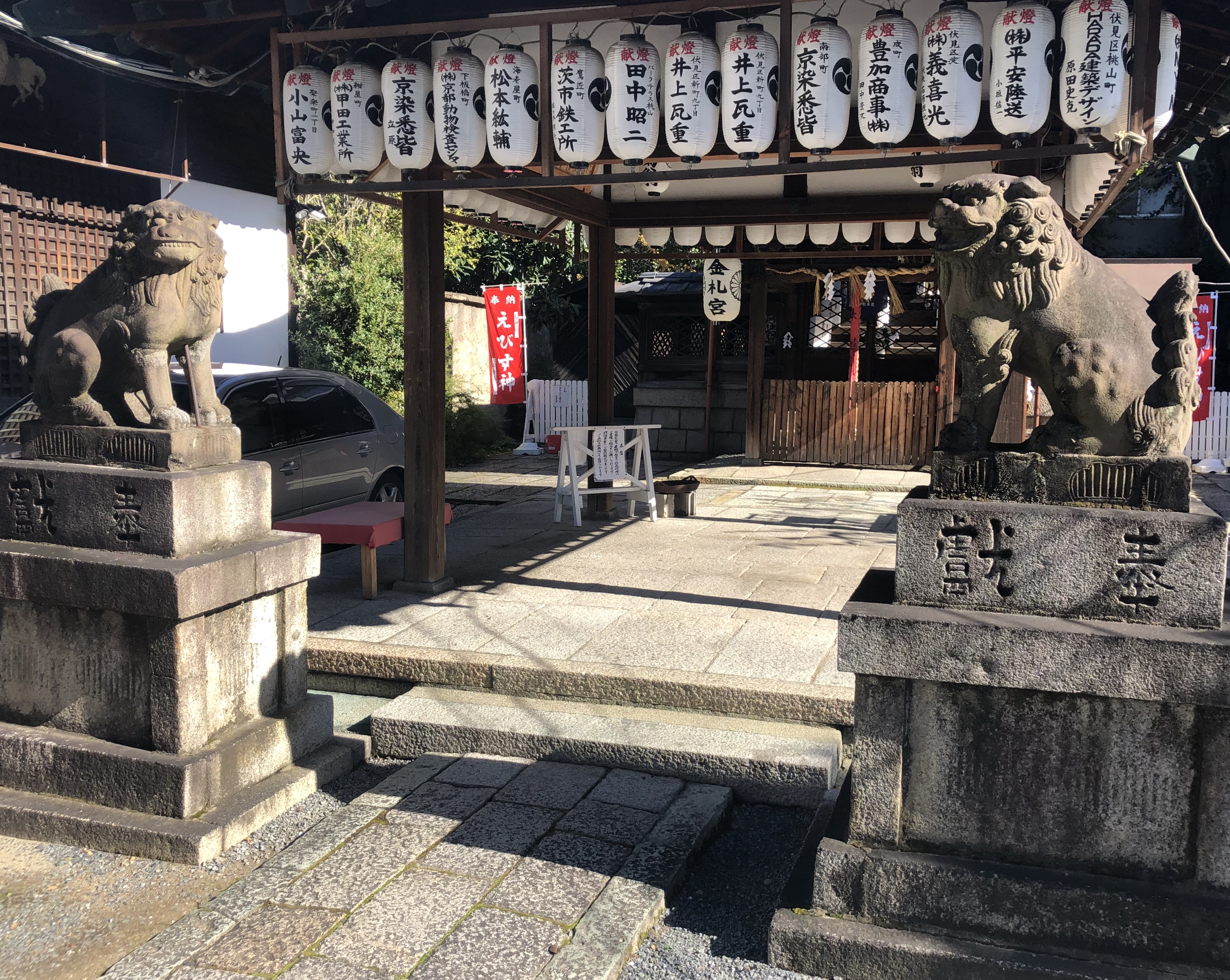
金札宮正門と狛犬
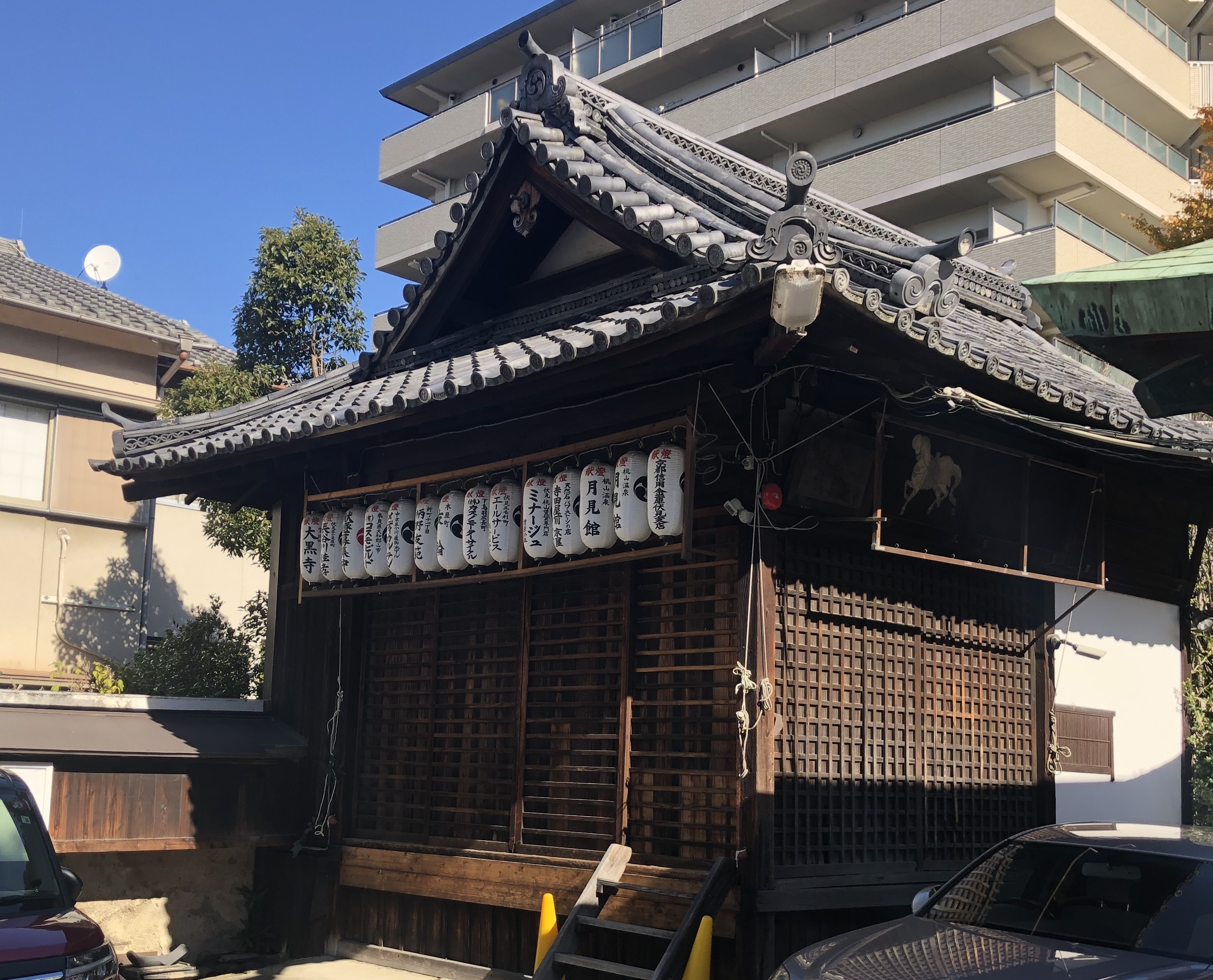
金札宮お堂

## 現地情報
所在地
- 京都府京都市伏見区鷹匠町八番地

交通アクセス
鉄道
- 最寄駅：京阪電鉄京阪本線 伏見桃山駅 （西へ徒歩約10分）または京阪電鉄京阪本線 中書島駅  （北へ徒歩約15分）

周辺
- 大黒寺
- 喜運寺
- 京都市伏見区役所
- 京都市伏見中央図書館